# Calificările pentru Campionatul Mondial de Fotbal 2018 (UEFA) – Runda secundă
Runda secundă a Calificărilor pentru Campionatul Mondial FIFA 2018 din zona UEFA va fi compusă din 8 cele mai bune echipe de pe locul doi. Câștigătorii fiecăruia dintre cele patru meciuri acasă și deplasare se vor alătura câștigătoarilor grupelor la Cupa Mondială din Rusia. Aceste perechi de meciuri, de asemenea cunoscute sub numele de playoff, vor avea loc în noiembrie 2017.
Tragerea la sorți a avut loc în orașul Zürich pe 17 octombrie 2017, cu Clasamentul FIFA pe națiuni pe luna octombrie 2017.

## Echipe calificate
Cele opt cele mai bune echipe din prima rundă UEFA se califică pentru play-off-uri; la momentul tragerii, cu două grupe având cu o echipă mai puțin decât celelalte, meciurile cu echipa a șasea în fiecare grupă din prima rundă nu au fost incluse în acest clasament. UEFA a confirmat că, chiar după admiterea Gibraltar și Kosovo și cu toate grupurile care acum conțin șase echipe, această reglementare nu sa schimbat și meciurile împotriva echipei a 6-a plasate în toate grupurile au fost eliminate.. Ca urmare, opt meciuri jucate de fiecare echipă au fost luate în considerare în scopul clasării locului doi.

### Așezarea și tragerea la sorți
Tragerea la sorți a avut loc la 17 octombrie 2017 la ora 14:00 CEST (UTC+2), la sediul FIFA din orașul Zürich, Elveția. Tragerea la sorți este bazată pe Clasamentul FIFA pe națiuni pe luna octombrie 2017 (în paranteze).
Tragerea a fost condusă de prezentatoarea de televiziune mexicană Vanessa Huppenkothen și cu asistența fostului internațional spaniol Fernando Hierro.
| Pot 1                                                      | Pot 2                                                                     |
| ---------------------------------------------------------- | ------------------------------------------------------------------------- |
| Elveția (11) · Italia (15) · Croația (18) · Danemarca (19) | Irlanda de Nord (23) · Suedia (25) · Republica Irlanda (26) · Grecia (47) |

## Meciurile
Primele meciuri se vor disputa între 9–11 noiembrie, iar meciurile secunde în perioada 12–14 noiembrie 2017.
| Echipa #1         | Total | Echipa #2 | Tur | Retur |
| ----------------- | ----- | --------- | --- | ----- |
| Irlanda de Nord   | 0–0   | Elveția   | 0–1 | 0–0   |
| Croația           | 4–1   | Grecia    | 4–1 | 0–0   |
| Republica Irlanda | 1–5   | Danemarca | 0–0 | 1–5   |
| Suedia            | 1–0   | Italia    | 1–0 | 0–0   |

| Irlanda de Nord | 0–1                         | Elveția              |
| --------------- | --------------------------- | -------------------- |
|                 | Report (FIFA) Report (UEFA) | Rodríguez 58' (pen.) |

| Elveția | 0–0                         | Irlanda de Nord |
| ------- | --------------------------- | --------------- |
|         | Report (FIFA) Report (UEFA) |                 |

| Croația                                                   | 4–1                         | Grecia               |
| --------------------------------------------------------- | --------------------------- | -------------------- |
| Modrić 13' (pen.) N. Kalinić 19' Perišić 33' Kramarić 49' | Report (FIFA) Report (UEFA) | Papastathopoulos 30' |

| Grecia | 0–0                         | Croația |
| ------ | --------------------------- | ------- |
|        | Report (FIFA) Report (UEFA) |         |

| Danemarca | 0–0                         | Republica Irlanda |
| --------- | --------------------------- | ----------------- |
|           | Report (FIFA) Report (UEFA) |                   |

| Republica Irlanda | 1–5                         | Danemarca                                                    |
| ----------------- | --------------------------- | ------------------------------------------------------------ |
| Duffy 6'          | Report (FIFA) Report (UEFA) | A. Christensen 29' Eriksen 32', 63', 74' Bendtner 90' (pen.) |

| Suedia        | 1–0                         | Italia |
| ------------- | --------------------------- | ------ |
| Johansson 61' | Report (FIFA) Report (UEFA) |        |

| Italia | 0–0                         | Suedia |
| ------ | --------------------------- | ------ |
|        | Report (FIFA) Report (UEFA) |        |

## Marcatori
Au fost marcate 13 goluri în 8 meciuri.
3 goluri
- Christian Eriksen

1 gol
- Nikola Kalinić
- Andrej Kramarić
- Luka Modrić
- Ivan Perišić
- Nicklas Bendtner
- Andreas Christensen
- Ricardo Rodríguez
- Sokratis Papastathopoulos
- Shane Duffy
- Jakob Johansson